# Király Zoltán (növénypatológus)

Király Zoltán (Óbecse, 1925. november 15. – 2021. május 19.) magyar agrármérnök, növénypatológus, egyetemi tanár, a Magyar Tudományos Akadémia rendes tagja. A növényi kórélettan neves kutatója. 1980 és 1993 között az MTA Növényvédelmi Kutatóintézet igazgatója.

## Életútja
1944-ben iratkozott be a József Nádor Műszaki Egyetemre, majd később átiratkozott az Agrártudományi Egyetemre, ahol 1948-ban szerzett agrármérnöki diplomát. Diplomájának megszerzése után az Állatélettani Intézetbe került, majd 1950–1951-ben a Növényvédelmi Kutatóintézetben dolgozott. Ezután átkerült az MTA martonvásári Mezőgazdasági Kutatóintézetébe. Innen öt év után az MTA budapesti Növényvédelmi Kutatóintézetébe került munkatársként. Az intézeti ranglétrát végigjárva (tudományos munkatárs, tudományos főmunkatárs) 1980-ban az intézet igazgatójává nevezték ki. Ebben a tisztségében többször megerősítették, egészen 1993-ig állt az intézmény élén. 1993-ban kutatóprofesszori megbízást kapott. Kutatóintézeti munkája mellett oktatási tevékenységet is folytat: a Gödöllői Agrártudományi Egyetem, a Kertészeti és Élelmiszeripari Egyetem és a Nyugat-magyarországi Egyetemen tartott növénykórtani órákat. A Kertészeti Egyetemre később egyetemi tanári kinevezést is kapott, majd három éven keresztül vezette a növénykórtani tanszéket, majd Gödöllőn is egyetemi tanári rangban oktatott és a növényvédelmi tanszék vezetésével bízták meg, majd emeritálták.
1958-ban védte meg a biológiai tudományok kandidátusi, 1967-ben (a mezőgazdasági tudományok) akadémiai doktori értekezését. Az MTA Növényvédelmi Bizottságának és a Növényélettani Bizottságnak lett tagja, előbbinek több éven át elnöke, majd tiszteletbeli elnöke. 1973-ban megválasztották a Magyar Tudományos Akadémia levelező, 1982-ben rendes tagjává. 1990 és 1995 között a Tudományetikai Bizottság tagja volt, később a Környezet és Egészség Bizottságba és az Akadémiai Kutatóhelyek Tanácsa élettudományi kuratóriumába is bekerült. 2000-ben Szent István Akadémia is felvette tagjai sorába. A Magyar Növényélettani Társaság alapító tagja volt, később elnökévé, majd tiszteletbeli elnökévé is megválasztották. Az Acta Phytopathologica et Entomologica Hungarica főszerkesztésével bízták meg, emellett a Journal of Phytopathology szerkesztőbizottságának is tagja.

## Munkássága
Fő kutatási területe a növényi kórélettan. Jelentősebb eredményei a növényi oxidatív anyagcsere területén születtek, emellett fontos kutatásokat végzett a növényi fenol- és hormonanyagcserével kapcsolatban, illetve a növényi hiperszenzitív reakció (HR) biokémiájával.
Későbbi kutatásaiban az oxigén-szabad gyökök szerepét tanulmányozta, elsősorban a fertőzés okozta növényi betegségek tekintetében. Gyakorlati jelentősége ennek a kutatásnak a növényi betegségek elleni rezisztencia-nemesítési módszerek kidolgozása és leírása, amelyek a növényi jellegű antioxidánsok intenzív aktivitásával kapcsolatosak.

## Családja
1964-ben nősült, felesége Lengyel Mária volt. Házasságukból egy leánygyermek és egy fiúgyermek született. Felesége halála után 1984-ben ismét megnősült, második felesége Véghely Zsuzsa. Fia Király Lóránt, aki apjához hasonlóan növénypatológus, PhD-fokozatot szerzett.

## Díjai, elismerései
- Akadémiai Díj (1972)
- Állami Díj (1983) – A környezetkímélő növényvédelem kutatásában, valamint a kémiai és a kísérleti rovarökológiai kutatásokban elért jelentős eredményeiért. Megosztott díj Jermy Tiborral és Matolcsy Györggyel.
- az Akadémiai Kiadó Nívódíja (2004)
- Akadémiai Aranyérem (2010)
- a Gödöllői Agrártudományi Egyetem, a Keszthelyi Agrártudományi Egyetem, a Kertészeti Egyetem, a Debreceni Egyetem és a Széchenyi István Egyetem Mezőgazdaság- és Élelmiszertudományi Kar díszdoktora

## Főbb publikációi
- The Biochemistry and Physiology of Infectious Plant Disease (1967)
- A növényi betegségellenállóság élettana (1969)
- Methods in Plant Pathology (társszerző, 1970, 1974)
- Current Topics in Plant Pathology (1977)
- The Biochemistry and Physiology of Plant Disease (1986)
- Robert N. Goodman–Király Zoltán–K. R. Wood: A beteg növény biokémiája és élettana; ford. Király Zoltán; Akadémiai, Bp., 1991
- Effetcs of Powdery Mildew Infection of Barley on the Ascobate-glutathione Cycle and Other Antioxidants in Different Host-pathogen Interactions (társszerző, 1995)
- Molecular Plant Biology (2007)
- Molekuláris növénykórtan. Támadás és védekezés; szerk. Gáborjányi Richard, Király Zoltán; Agroinform, Bp., 2007